# Shasta (série télévisée)
Shasta (Shasta McNasty puis Shasta)  est une série télévisée américaine en 22 épisodes de 22 minutes, créée par Jeff Eastin et diffusée entre le 30 septembre 1999 et le 1er août 2000 sur le réseau UPN,.
En France, la série a été diffusée à partir du 4 février 2000 sur Comédie ! ainsi que sur France 2, puis en 2006 sur Europe 2 TV et MCM. Elle reste inédite dans les autres pays francophones.

## Synopsis
Cette série met en scène la vie de trois amis musiciens, inséparables, qui se mettent dans des situations incroyables.

## Distribution

### Acteurs principaux
- Carmine Giovinazzo (VF : Cédric Dumond) : Scott
- Jake Busey (VF : Maurice Decoster) : Dennis
- Dale Godboldo (VF : Lionel Henry) : Ran
- Jolie Jenkins (VF : Sybille Tureau) : Diana

### Acteurs secondaires et invités
- Verne Troyer (VF : Roger Crouzet) : Verne
- Kristen Winnicki (VF : Céline Mauge) : Ren
- Nicole Forester (en) (VF : Véronique Soufflet) : Michelle Price

- Version française
  - Société de doublage : Dubbing Brothers[3]
  - Direction artistique : Pascale Vital[3]

Source VF : Doublage Séries Database

## Production
Après le quinzième épisode, la série est restructurée. L'élément hip hop et le quatrième mur sont notamment éliminés. La diffusion reprend trois mois plus tard, fin mai 2000. Le dernier épisode fait un saut dans le temps de 10 ans. La série est annulée.

## Épisodes
1. L'Amour par ricochets (Pilot)
2. Jeux de nains, jeux de vilains (Little Dude)
3. Question d'éducation (Adult Education)
4. Une fille d'enfer (Chubby Chick)
5. Souviens-toi de Buster (The Return of Buster)
6. Lingerie fine (Angels in Lingerie are Devils in Disguise)
7. Viva Las Vegas (Viva Las Vegas)
8. Tel père tel fils (The Thanksgiving Show)
9. Menace à Venise (The Menace from Venice)
10. Les Mille et une nuits (Bed Worthy)
11. Torero clandestin (Big Brother)
12. Leo à tout prix (Leo is a Pain in My…)
13. Au nom de Shasta (The Crush)
14. Saint-Valentin (The F Word)
15. Cambrioleur miniature (True Size)
16. La Fine Équipe (The Shortest Yard)
17. Entre les deux mon cœur balance (Bachelorette Party)
18. Cocktail détonnant (The Sugar Pill)
19. La Nuit du sous-vêtement (The Quiz)
20. Tequila et striptease (Blue Flu)
21. Le Clown de la fête (Play Dead, Clown)
22. 2010, l'odyssée de Shasta (Behind the Band: 2010)